# Junior Association
Ne doit pas être confondu avec Junior-Entreprise.
Une Junior Association est une association gérée par des jeunes mineurs, et qui a obtenu ce label par le Réseau national des juniors associations. Ce dispositif permet aux jeunes d'être reconnus au même titre qu'une association loi de 1901 (ou de 1907 en Alsace-Moselle). Il leur fournit une assurance pour leurs activités, et un compte bancaire pour les JA qui le souhaiteraient.

## Historique du RNJA
Le Réseau national des juniors associations (RNJA) est créé en juillet 1998, à l'initiative de 4 grandes associations : Ligue de l'enseignement, Confédération des Maisons des jeunes et de la culture (MJC) de France, Fédération des centres sociaux et socioculturels de France , et Jets d'encre. Le RNJA compte désormais près de 10000 jeunes dans près de 2000 Juniors Associations dans toute la France. 

## Principe de base
Il est nécessaire de rassembler au moins deux membres, dont plus de 50 % jeunes mineurs. Il faut au moins deux représentants tous mineurs au moment de l'habilitation. Comme nous sommes en France, le fonctionnement d'une Junior Association (JA) doit absolument être démocratique, et le projet doit être porté par les jeunes eux-mêmes. Chaque JA peut être accompagnée par des adultes (accompagnateurs locaux), dont le rôle est d'aider et conseiller les adhérents, mais en aucun cas ils ne feront partie de la JA. L'habilitation des JA est valable d'octobre à octobre de l'année suivante (mais elles sont délivrées toute l'année, il n'est pas obligatoire de débuter en octobre).

## Le Réseau National des Juniors Associations

### L'association
C'est une association loi de 1901, agréée par l'État "jeunesse et éducation populaire" ainsi que "Éducation nationale". Elle regroupe près de 10000 jeunes sur près de 2000 juniors associations. 
Le RNJA est composé de plusieurs organismes et associations :
- La ligue de l'Enseignement
- La confédération des MJC de France
- La fédération des Centre-Sociaux et socioculturels de France
- L'association "Jets d'encre"

Il possède un collège des Juniors Association composé lui-même de jeunes des juniors associations, élus lors de l'Assemblée Générale du RNJA, et pour un an.

### L'idée
Le RNJA se veut avant tout du côté des jeunes : il encourage la liberté d'expression, l'esprit d'initiative, et la vie associative auprès des jeunes. Il leur facilite le passage en association loi 1901. Plus simplement, il donne les mêmes droits aux JA que si elles étaient de véritables assos 1901. Pour cela, il leur ouvre un compte bancaire, il leur donne une assurance, et les guide dans l'apprentissage de la vie associative et démocratique.

### Le collège des Juniors Associations
Il est élu lors de l'Assemblée générale du RNJA, et est composé de 8 jeunes issus des juniors associations et volontaires pour assouvir cette tâche. Ces jeunes sont les représentants des Juniors Associations de toute la France.